# Standbeeld Petrus Donders
Het standbeeld Petrus Donders is een gedenkteken in het Wilhelminapark in de Nederlandse stad Tilburg. Het herdenkt de gelijknamige missionaris als 'Apostel der Melaatsen'. De waardering voor het kunstwerk is in de loop der tijd sterk veranderd.

## Achtergrond

### Missionaris
Petrus Norbertus Donders (1809-1887) was een geestelijke van de Rooms-Katholieke Kerk. Hij werd geboren als zoon van een wever in de Heikant bij Tilburg. Nadat hij in 1841 tot priester was gewijd vertrok hij naar de kolonie Suriname, waar hij kapelaan werd te Paramaribo onder Jacobus Grooff. Donders diende onder vier achtereenvolgende bisschoppen. In 1856 werd hij aangesteld als pastoor op de missiepost Batavia, een leprakolonie van de regering aan de Coppenamerivier. Na zijn toetreding tot de congregatie der Redemptoristen maakte Donders vanaf 1867 talrijke missiereizen naar de inheemse Surinamers. In 1882 werd hij teruggeroepen naar Paramaribo. Daarna werkte hij twee jaar vanuit Mary's Hope in het missiegebied Coronie. In oktober 1885 werd Donders opnieuw op Batavia gestationeerd, waar hij in januari 1887 overleed als gevolg van een nierontsteking.
In 1900 zette zijn orde een proces tot heiligverklaring in gang, waarvoor zijn graf werd verplaatst naar de Sint-Petrus-en-Pauluskerk te Paramaribo. In 1913 sprak paus Pius X een zogeheten eerbiedwaardigverklaring uit.

### Verzuiling
Na de Eerste Wereldoorlog werd het maatschappelijk klimaat in Nederland gekenschetst door een herstel van de zuilen. De 'groote oorlog' had bij sommigen het geloof doen wankelen; zowel de mobilisatie als de vele vluchtelingen zorgden voor intensieve contacten met andersdenkenden, ook in Tilburg. De katholieke voorhoede was ongerust over een 'teloorgang' van de goede zeden (het geloof) en over de opkomst van het socialisme. Tilburg kende in 1917 een grote staking in de textiel. In 1919 kwamen er voor het eerst socialisten in de raad. Verheerlijking van de missie was onderdeel van het katholieke cultuuroffensief (militant katholicisme), waarbij missionarissen een aantrekkelijk rolmodel vormden. De emancipatie van de katholieken kwam tot uiting in de oprichting van allerlei religieuze beelden in de openbare ruimte.

### Promotie van een idee
Het idee voor een Petrus Donders-standbeeld werd vanaf 1918 vermeld en gepromoot in de Nieuwe Tilburgsche Courant (NTC) van de katholiek-populist Antoine Arts. De persoon Donders is dan nog onbekend voor de meeste Tilburgers. In januari trapt de krant af met een artikel over de 'Glorie van Tilburg' -doelend op Donders. Uit het artikel spreekt vooral een groot verlangen naar gemeenschapszin. In maart 1918 vermeldt de krant bij een donatie voor een Tilburgs Heilig Hartbeeld de wens voor een standbeeld voor 'den grooten missionaris'.
Nadat in 1921 het H.Hartbeeld gerealiseerd was pakte het NTC de draad weer op met een artikel van een zekere 'X'. De auteur beveelt lectuur aan van pater Van Grinsven (een levensbeschrijving van Donders) en verwijst naar Nijmegen waar al een standbeeld voor missionaris Ferdinand Hamer was verrezen. Tilburg kon niet achterblijven. In hetzelfde jaar hield de katholieke emancipator P.C. de Brouwer een lezing voor de ondernemersvereniging 'Noorderbelang' (in het noordelijk stadsdeel). Hij zette daarin Petrus Donders af tegen de vermaarde oogheelkundige Franciscus Donders, ook een Tilburger, maar van bezuiden de spoorlijn. Franciscus was een 'geloofsafvallige', toch had deze wetenschapper kort tevoren in Utrecht een standbeeld gekregen. Het liet zich raden dat Petrus de 'grootste van de twee' was. Nog tijdens de bijeenkomst besloot de vereniging een Petrus Dondersmonument te gaan realiseren. Hiertoe werd een uitvoerend comité opgericht, waarin drie priesters en zes fabrikanten zitting hadden. Een van de priesters was de redemptorist Van Grinsven, ordegenoot van Donders. De fabrikanten waren woonachtig aan of nabij het Wilhelminapark, onder hen J. Ackermans (vz.), M. Eras-Janssen (secr.) en H. Mannaerts (penn.). Ter promotie van het standbeeldidee werd een lichtbeeldenavond georganiseerd en voor de geldinzameling een kalender uitgegeven. Het weekblad Roomsch Leven schonk voortdurend aandacht aan de zaak. Ook werden subcomités opgericht in Haarlem, Den Bosch, Roermond, Breda, Roosendaal en Helmond. Desondanks verliep de inschrijving voor het monument beneden verwachting. Uiteindelijk zou een aantal grote donaties het tekort goedmaken.

### Ontwerp, uitvoering, onthulling
In de zomer van 1923 werd een prijsvraag uitgezet voor een ontwerp. Hierop kwamen vier inzendingen. Kunstenaars van het St. Bernulphusgilde, een landelijke vereniging voor kerkelijke kunst, weigerden mee te doen omdat het pro Deo moest. Bovendien was er geen vakkundige jury, maar een beoordeling in besloten kring. De kring bestond uit Jan Kronenburg, overste van de redemptoristen, professor Raymond Lemaire uit Leuven en Piet De Brouwer, d'n dokter. Unaniem kozen zij de bekeringsscène van atelier Maas uit Haarlem, dat was gemodelleerd naar een idee van Van Grinsven. Begin 1925 werd de opdracht aldus verleend aan beeldhouwer J.P. Maas. Zijn werk werd in brons gegoten bij P.G. du Chateau en Zonen in Schiedam. Op aandringen van het oprichtingscomité kwam het monument te staan in de noordwesthoek van het Wilhelminapark. Op 1 augustus 1926 volgde een grootse onthulling door Arnold Diepen, bisschop van het bisdom 's-Hertogenbosch, waarna het beeld werd overgedragen aan de gemeente Tilburg in de persoon van burgemeester Vonk de Both. Onder de aanwezige notabelen waren de commissaris van de Koningin baron van Voorst tot Voorst en de bisschop van Paramaribo Van Roosmalen. Bij de feestelijkheden die dag gaven alle Tilburgse muziekverenigingen en standsorganisaties acte de présence.
Het monument in het Wilhelminapark staat in de aandacht voor Donders niet op zichzelf; in 1923 werd op de plek van zijn geboortehuis een gedenksteen geplaatst en werd de Peerke Donderskapel gebouwd, waarnaast het Peerke Donderspark als processiepark werd aangelegd. In 1930 werd het geboortehuis van Peerke Donders gereconstrueerd, drie jaar later werd in de nabijheid het Peerke Dondersmonument opgericht. Op de plek van een voormalige openluchtkapel in het processiepark werd in 2009 het Peerke Donders Paviljoen geopend, als Museum voor Naastenliefde.

## Beschrijving
Het bronzen beeld toont Donders ten voeten uit (dus van top tot teen), gekleed in een priestertoog. Hij houdt in zijn geheven rechterhand een crucifix, zijn linkerhand rust op het hoofd van een knielende creoolse lepralijder. Het beeld staat op een taps toelopende sokkel van euville, Frans kalksteen. Aan de zijkanten van de sokkel zijn in brons reliëf het wapen van Tilburg en een schip op zee aangebracht, als symbool voor de oversteek naar Suriname.  Het opschrift op de voorzijde luidt: 

PETRUS
DONDERS

## Waardering

### Rijksdienst
Het standbeeld werd in 2002 als rijksmonument in het monumentenregister opgenomen. De Rijksdienst voor het Cultureel Erfgoed (RCE) gaf het daarbij de volgende waardering mee: "Het standbeeld is van algemeen belang. Het heeft cultuurhistorisch belang als voorbeeld van een sociaal-economische en geestelijke ontwikkeling, namelijk de versterking van de rol van het katholicisme in de maatschappij in het interbellum, tot uiting komend in de waardering voor de uit Tilburg afkomstige zalige Peerke Donders. Het heeft kunsthistorisch belang voor de geschiedenis van de openbare standbeelden en vanwege de plaats in het werk van het atelier Maas. Het beeld heeft ensemblewaarde vanwege de markante plaats in het als gezicht te beschermen Wilhelminapark, dat op nationaal niveau een belangrijk ensemble vormt." 
In haar beschrijving van het monument spreekt de rijksdienst in 2002 nog van "een geknielde oosterse figuur, die gekleed is in een lendendoek". In 2019 stelt de RCE in een verkenning dat Nederland meer ruimte dient te creëren in het culturele geheugen voor herinneringen die schuren en tot op de dag van vandaag pijn doen. Naast herinneringen aan de tweede wereldoorlog (fascisme, jodenvervolging) valt hieronder ook het slavernij- en koloniaal verleden. Het standbeeld Petrus Donders verbeeldt enerzijds de Nederlandse missie en melaatsenzorg in Suriname, maar herinnert ook aan de onderdrukking en kerstening van de zwarte bevolking in de westelijke koloniën. De rijksdienst stelt dat 'beide betekenissen van waarde zijn om de geschiedenis te begrijpen en te kunnen vertellen'. Het Tilburgse standbeeld is daarmee een voorbeeld van monumenten die 'van kleur verschieten' en waarvoor 'wegkijken geen zin' heeft.

### Cultuuronderzoek
Onderzoek door cultuurhistoricus Petra Robben van Stadsmuseum Tilburg laat zien hoe de waardering voor het standbeeld Petrus Donders in de loop der tijd is veranderd. In 1982, het jaar van Donders' zaligverklaring, bekladde een bandlid van de Veulpoepers de sokkel van het monument met de leus "Golden Wonders," refererend naar een toen bekend chipsmerk en de wonderen die nodig zijn in het heiligverklaringsproces. De tekst bleef enkele jaren te lezen. In 1992 typeerde een student in een column het beeld als "denigrerend en bijna racistisch, zo anno 1992". In de Peerke Donderslezing van 2016 stelde hoogleraar Gloria Wekker -in Tilburg opgegroeid- dat uit het beeld "asymmetrie" en "ongelijkheid" spreekt. De pater heeft zich weliswaar bekommerd om verbannen leprozen, maar had tegelijkertijd geen respect voor bestaande religieuze overtuigingen. In januari 2018 stelde een buurtbewoner in een ingezonden brief zich te schamen voor de "fier rechtopstaande witte man die hooghartig neerkijkt op een knielende zwarte man." Carla Mohaameth van 30 juni-1 juli Tilburg typeerde het beeld in juni 2018 als "zuiver koloniaal, pikzwart". Pijnlijk vindt zij zowel de adoratie voor de missionaris als het feit dat de zwarte naamloos is. Dit tegen de achtergrond van de rol van de kerk ten tijde van de slavernij, waarbij de Surinamers van geloof moesten veranderen. In mei 2020 concludeert Robben dat de waardering voor het beeld "wankelt", doordat er vanuit meerdere perspectieven naar gekeken wordt. "Het drukt niet langer meer alleen de waarde uit, die er bij de oprichting in 1926 aan werd toegekend: Voor nieuwe generaties raakt Peerke Donders onbekend en de verhouding van de missionaris ten opzichte van de zwarte geknielde man roept associaties op met onderdrukking, kerstening en kolonialisme." In juli 2020 werd het beeld ingepakt met plastic, zodat het 'door de gemeente opgehaald kon worden'. In 2023 wikkelde het cultuurplatform Park013 het beeld in met doeken.

### Passende presentatie
In februari 2021 sprak de Tilburgse gemeenteraad zich in een motie uit over het belang van meerstemmigheid rondom het beeld en riep op tot een meer passende presentatie ervan. Daartoe ging de gemeente gesprekken aan met kunst- en museale instellingen, religieuze organisaties en andere belanghebbende partijen om te komen tot een ‘artistieke contextualisering’, cq het standbeeld in een 'passende context' te plaatsen. Volgens het UCF-Tilburg vertolkt de beeldengroep hetzelfde Eurocentrische en Afrofobe narratief waar ook racisme uit voortkomt. In een open brief verzocht zij de gemeente de beeldengroep te verwijderen uit de openbare ruimte. Dit ten einde het publieke terrein te dekoloniseren als een vorm van historisch rechtsherstel. In reactie hierop bevestigde de Tilburgse Stichting Petrus Donders een tachtig meter lang lint aan het Peerke Dondersmuseum met daarop een citaat uit een brief van Donders waarin deze zich uitsprak tegen slavernij. Volgens de stichting zou een uitlegbord bij het verkeerd begrepen standbeeld voldoen. In de openbare ruimte geldt de regel dat een kunstwerk niet kwetsend of aanstootgevend mag zijn, stelt Liesbeth Jans van Kunstloc Brabant. Wanneer je een westerse, christelijke, witte of masculiene bril afzet zie je een ander beeld. Erfgoed is bovendien dynamisch; als samenleving bepalen we wat erfgoed is en kunnen we erfgoed ook veranderen.
Tegen de achtergrond van de Black Lives Matter-beweging en een wereldwijde discussie over koloniale beelden organiseerde bibliotheek LocHal in 2021 een bijeenkomstenreeks waarin Tilburgers met elkaar in dialoog gingen over de vraag op welke manier het Tilburgse standbeeld deel zou kunnen uitmaken van een inclusieve stad. In de periode dat het standbeeld geplaatst werd waren geloofsverkondiging en koloniale politiek nauw aan elkaar gerelateerd. In het verslag van de dialoogsessies stelt de Reinwardt Academie dat er twee Peerke Donders-verhalen bovendrijven: De nederige pater die werkte voor het zieleheil van melaatsen en de koloniale missionaris die kerstende zonder cultureel respect. Het standbeeld heeft zowel een katholieke als een koloniale symboliek en beiden symbolieken vereisen toelichting omdat ze 'niet meer van deze tijd' zijn. In de bijeenkomstenreeks kwam naar voren dat de goede dingen die Donders heeft gedaan niet terug te zien zijn in het beeld en dat het goed mogelijk is de missionaris positief te waarderen en tegelijkertijd dit standbeeld af te wijzen. Algemene gedachte is dat het beeld niet verdwijnt, maar dat er actief iets mee gedaan wordt: herplaatsing naar een passende omgeving of een aanpassing 'waar je niet omheen kunt' op de huidige locatie. De passende omgeving kan zijn een museum of erfgoedlocatie. De aanpassing kan bestaan uit het toevoegen van een kunstinstallatie of tegenbeeld.

### Ketenen van het verleden
Het door de rijksoverheid ingestelde Adviescollege Dialooggroep Slavernijverleden noemde in juli 2021 in haar eindrapport het standbeeld Petrus Donders een exemplarische etnografische casus van beeldvorming, normalisatie en pijn. Het kunstwerk verbeeldt een machtsverhouding waarin witheid geassocieerd wordt met gezag, bekwaamheid en goedheid, en zwartheid met ondergeschiktheid en hulpbehoevendheid, als een op te lossen probleem. Standbeelden normaliseren een dergelijke machtsrelatie en kunnen daardoor pijn veroorzaken. Hoewel deze pijn uiteindelijk weggenomen moet worden, gaat het niet om de gevoeligheden van individuen, maar om de structurele sociale positie die mensen van kleur toebedeeld wordt als gevolg van negatieve en genormaliseerde beeldvorming. Beeldvorming is uiterst hardnekkig en complex, omdat het alle lagen en sectoren van de maatschappij beïnvloedt. In lijn hiermee sprak Mark Rutte van 'racistische stereotypen' in zijn toespraak in december 2022 waarin de Nederlandse regering haar excuses uitsprak voor het slavernijverleden: 'Eeuwen van onderdrukking en uitbuiting werken door in het hier en nu. In racistische stereotypen. In discriminerende patronen van uitsluiting. In sociale ongelijkheid. En om dat te doorbreken, moeten we ook het verleden open en eerlijk onder ogen zien'.

### KNAW-rapportages
Maria Grever, voorzitter van de KNAW-commissie Omstreden Monumenten maakte een casestudy van het standbeeld Petrus Donders. Zij raadt gemeenten in het algemeen aan om omstreden standbeelden met creatief kritische middelen te benaderen, zoals kunstenaars dat kunnen. Cultuurhistorisch en juridisch zijn er geen belemmeringen voor herplaatsing. In 1958 is het  standbeeld Petrus Donders al eens van plaats veranderd, vanwege een herinrichting van de verkeerssituatie. Het schoof daardoor twintig meter op naar waar het nu staat, tussen de bomen in een uithoek van het park. 
In oktober 2023 publiceerde de Koninklijke Nederlandse Akademie van Wetenschappen haar lang verwachte adviesrapport Wankele Sokkels. Controverses over monumenten ontstaan, zo concludeert de KNAW, uit onbegrip over de geschiedenis en beeldtaal, over locatie, eigenaarschap en over procedures rond besluitvorming. Context bieden in de vorm van 'uitleg' heeft een beperkt effect als de beeldtaal onveranderd blijft. Paragraaf 4.3, Miskende geschiedenis: slavernijverleden, gaat dieper in op het standbeeld Petrus Donders. Grever concludeert dat de door de gemeente Tilburg voorgestane oplossing in de vorm van een toelichtingsbordje naar de toekomst toe ontoereikend is.

## Toelichtingsbord en rechtsgang
In maart 2022 besloot het Tilburgse stadsbestuur een verklarend tekstbordje voor het standbeeld te plaatsen, met daarop een QR-code en de uitnodiging tot 'het voeren van dat gesprek over het koloniale- en slavernijverleden'. De locatie zou daarvoor aantrekkelijker worden gemaakt. Niet onverwacht leidde het bordje tot discussie. Een bezwaar tegen het collegebesluit door leden van Ubuntu Connected Front-Tilburg werd echter niet-ontvankelijk verklaard. Tegen deze niet-in-behandelingname tekenden de belanghebbenden beroep aan bij de bestuursrechter. Het gerechtshof in Breda hield evenwel vast aan de formele (procedurele) gronden van het besluit, maar wees tegelijkertijd op mogelijkheden binnen het civiele recht.

## Afbeeldingen

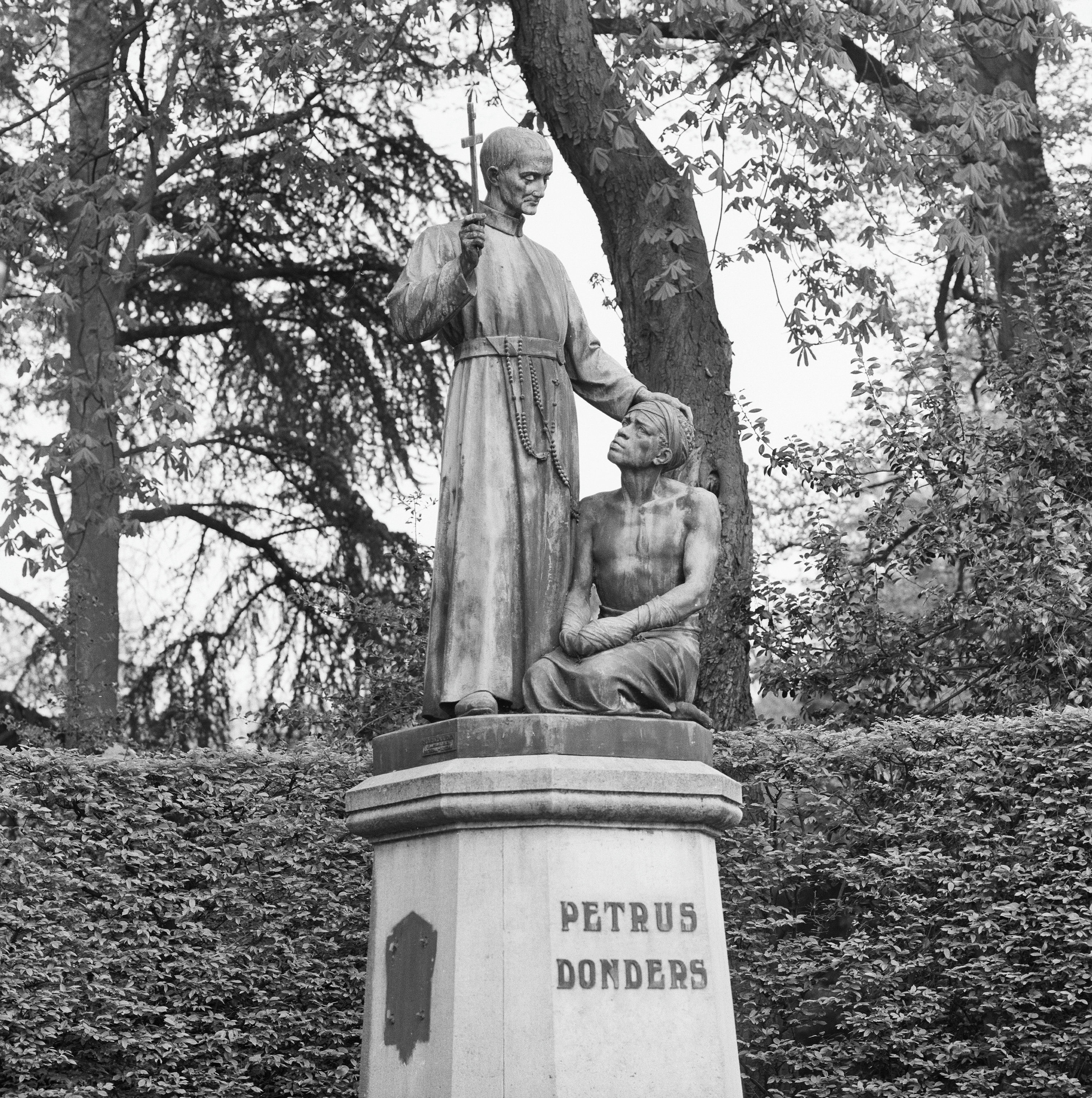
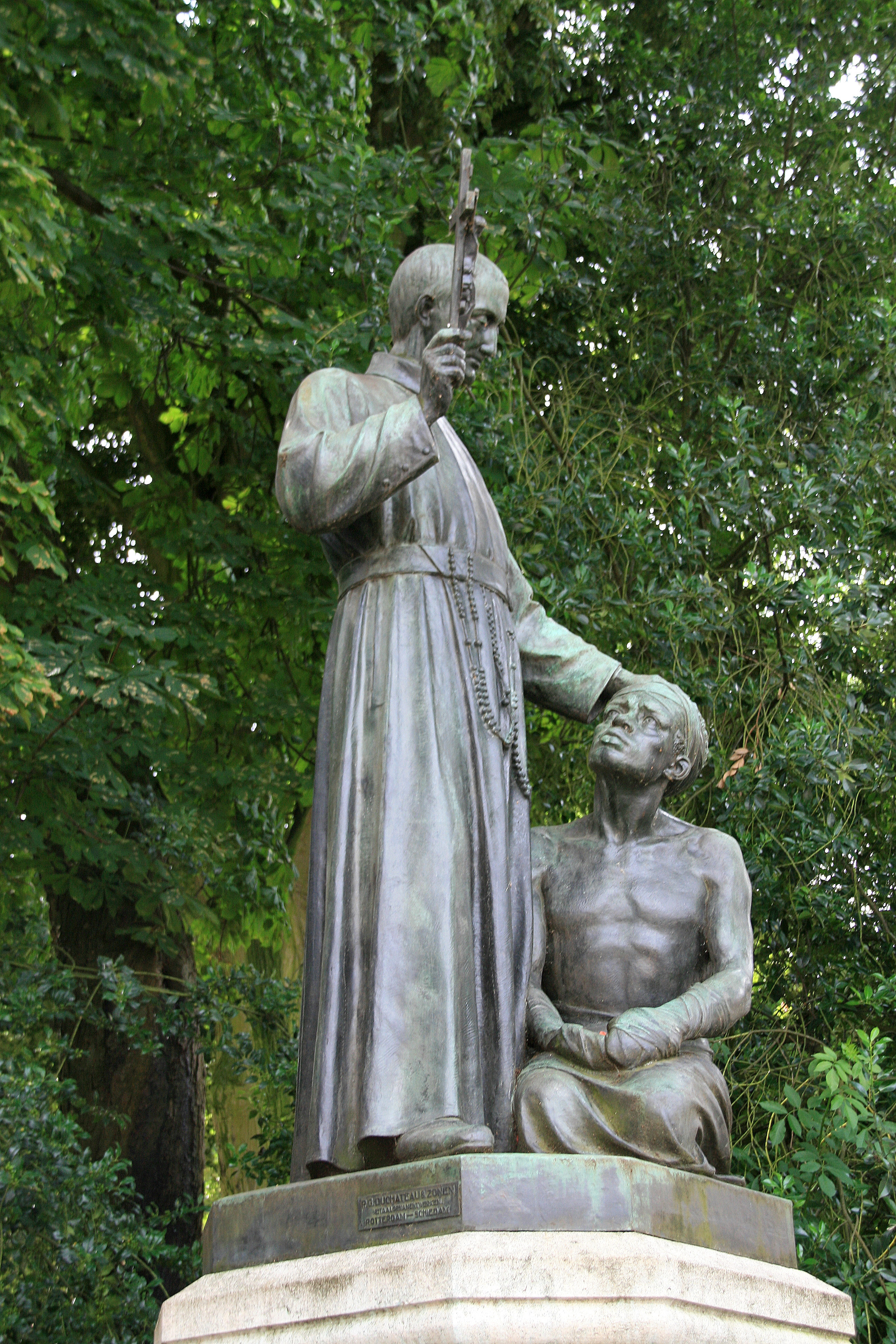
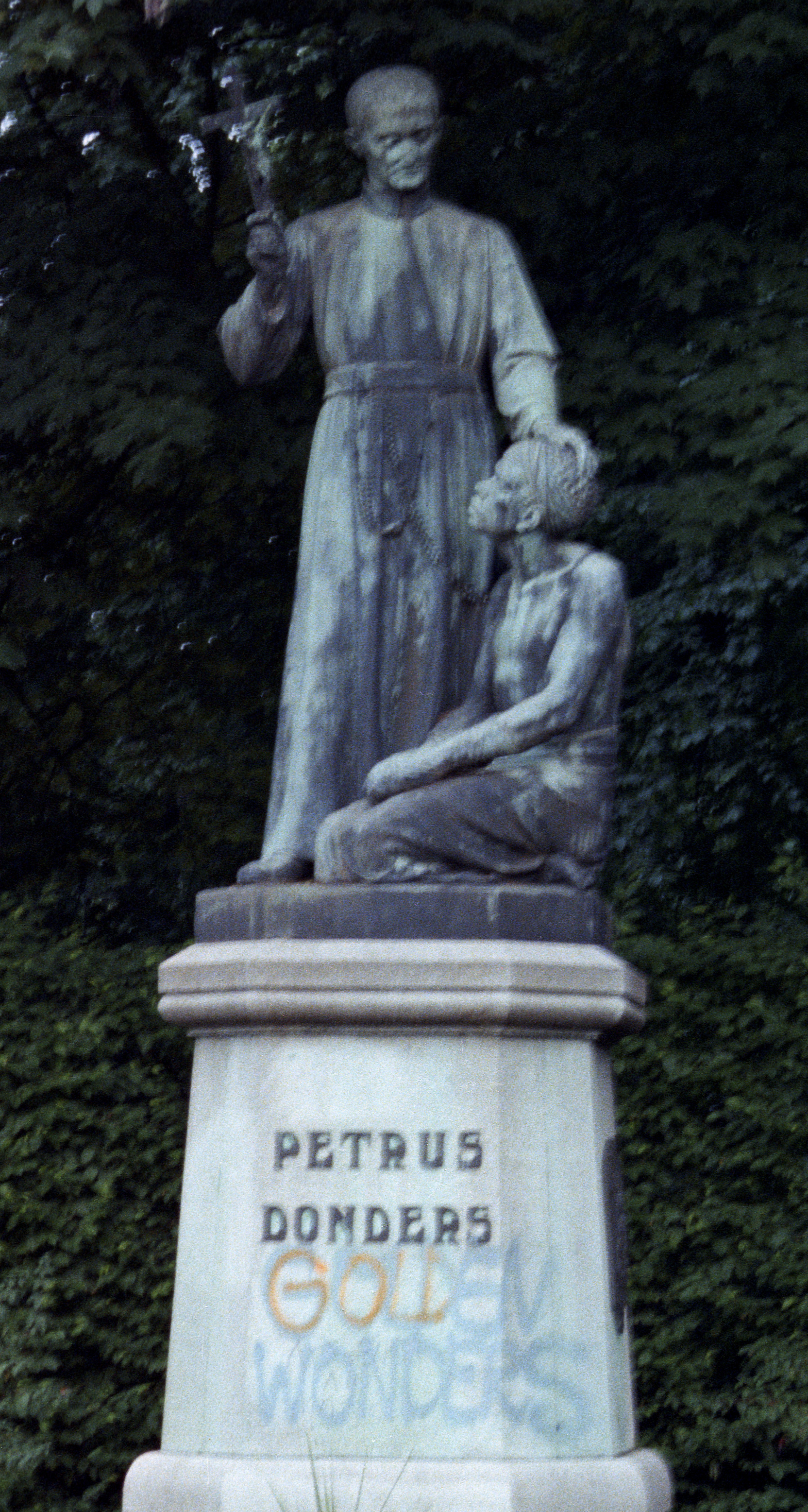
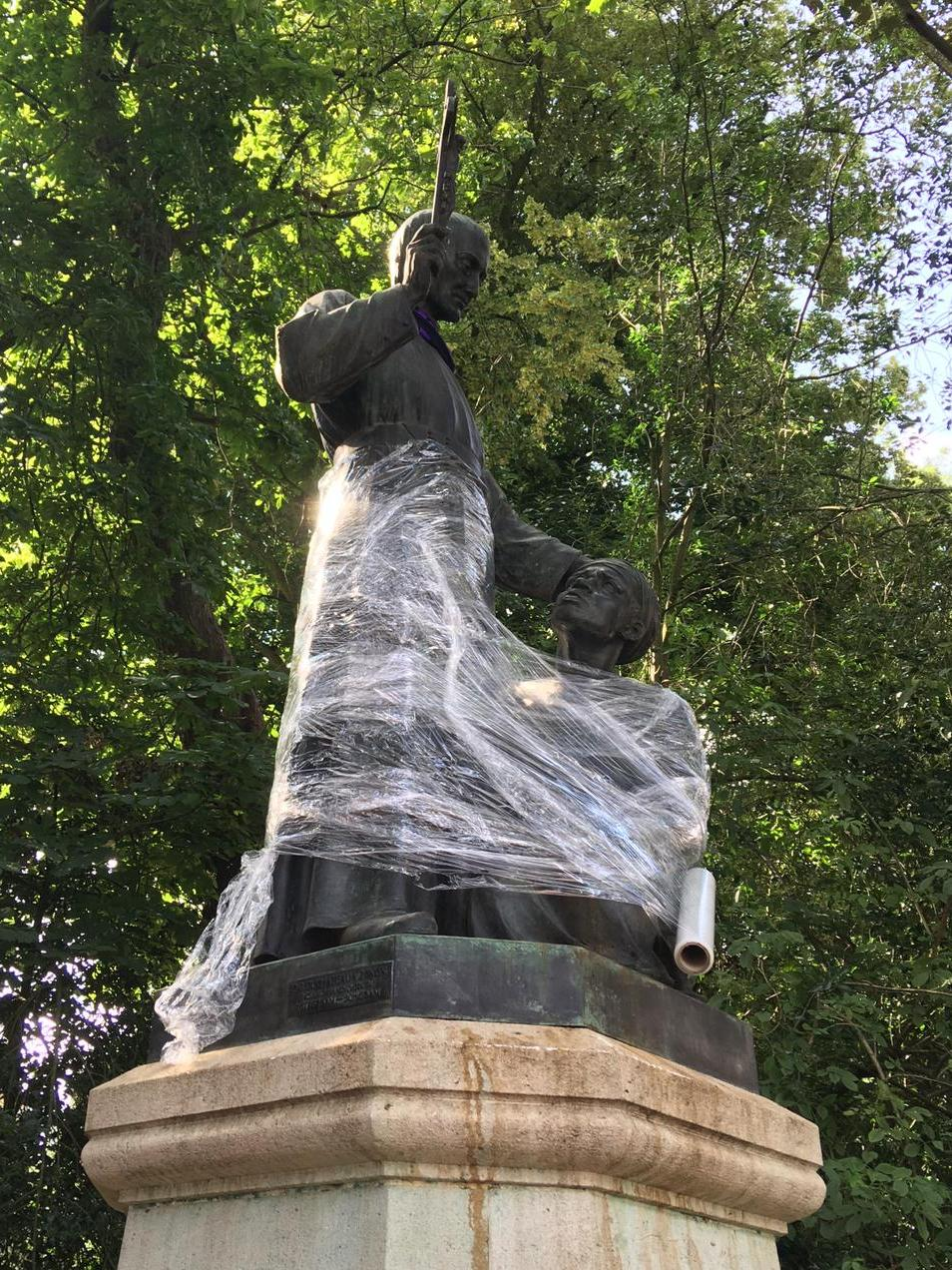
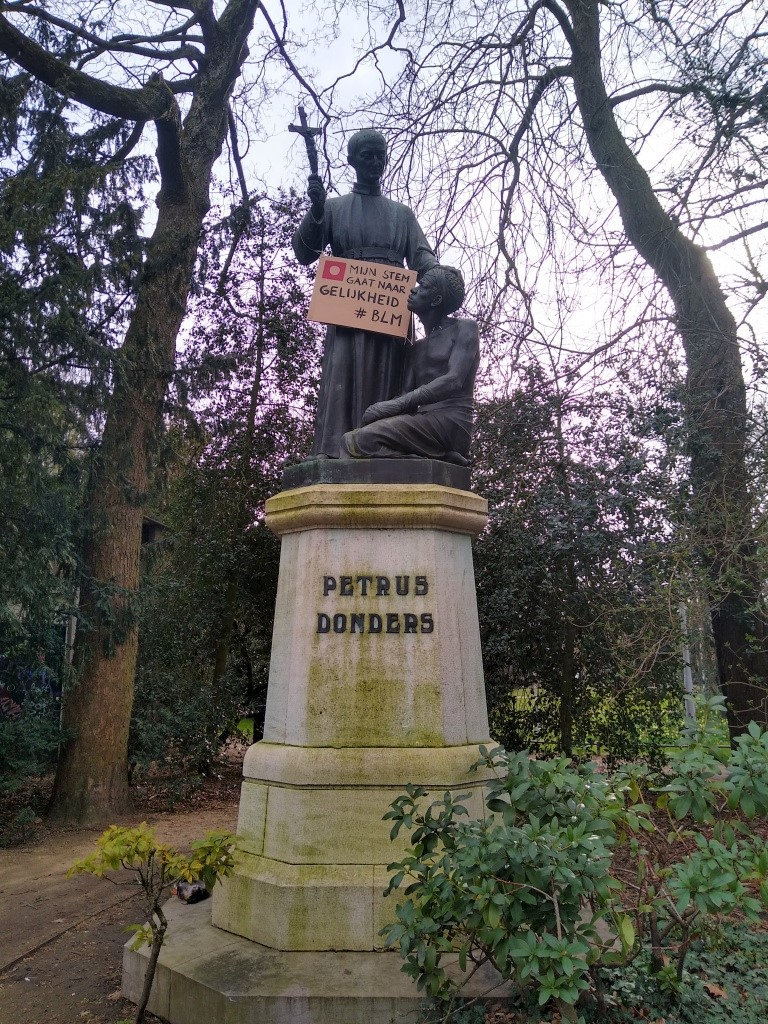
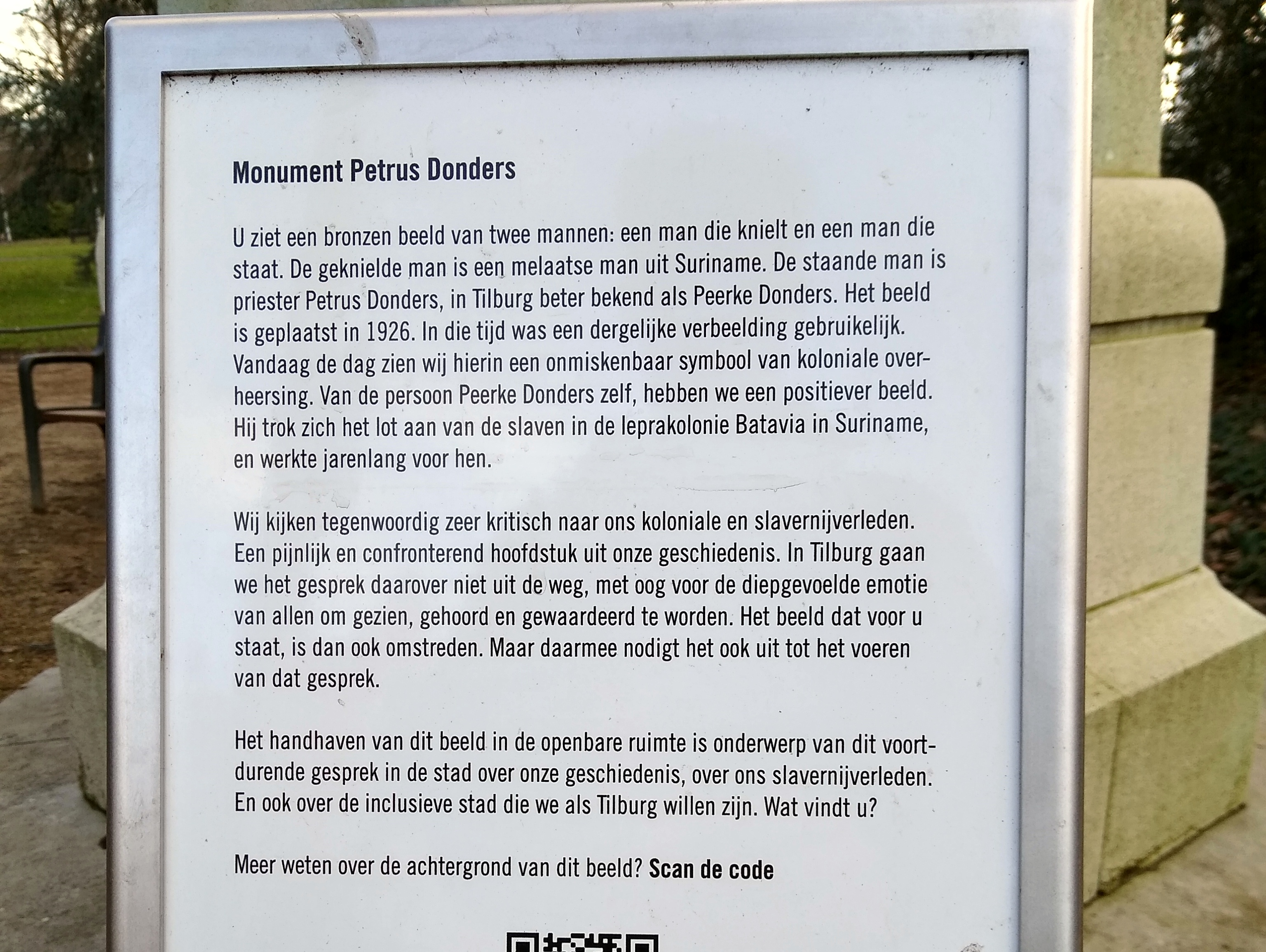
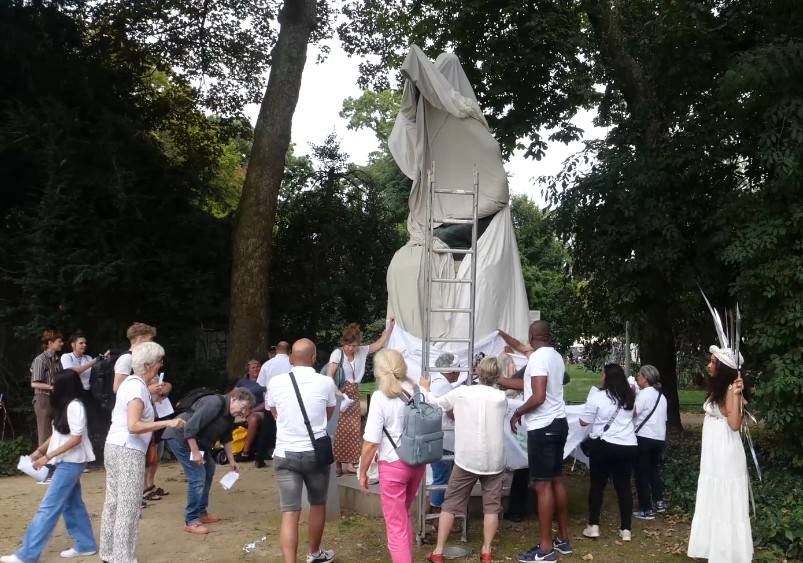